# پروستیت
پروستیت (به انگلیسی: Proustite) با فرمول شیمیایی Ag3AsS3 از مجموعه کانی هاست و دراسیدنیتریک قابل حل است-باآب مقطر تمیز می‌شود- ازنورمحافظت شود-کانی مشابه آن پیرارگیریت است که ازآن توسط اثرخط، رنگ وواکنش‌های شیمیایی قابل تفکیک است. ازنام شیمیست فرانسوی J.LProust گرفته شده‌است. درشعله ذوب می‌شود و بوی سیر تولید می‌شود - دراسیدنیتریک قابل حل است - باآب مقطر تمیز می‌شود - ازنورمحافظت شود. Ag:۶۵٫۴۲٪ As:۱۵٫۱۴٪ S:۱۹٫۴۴٪ با انکلوزیون Sb برای اولین بار در چک و اسلواکی کشف شد و از نظر شکل بلور: منشورهای کوتاه - ظاهراً اسکالنوئدر - ماکله، رنگ: قرمز که با گذشت زمان سیاه می‌شود.، شفافیت: نیمه شفاف، شکستگی: صدفی، جلا: الماسی، رخ: مشخص نیست، سیستم تبلور: تری کلینیک و در رده‌بندی سولفور است و منشأ تشکیل آن هیدروترمال است.
همایند کانی‌شناسی (پارانژ) آن پیرارگیریت- نقره- آکانتیت- آرسنیک و غیره است
کاربرد آن: کانسار نقره، از نظر ژیزمان بلوری - تجمع دانه‌ای - دندریتی - توده‌ای - اندود تقریباً کمیاب ; آلمان شرقی و غربی، چک و اسلواکی، فرانسه، شیلی، مکزیک، آمریکا و.... یافت می‌شود.

## نگارخانه

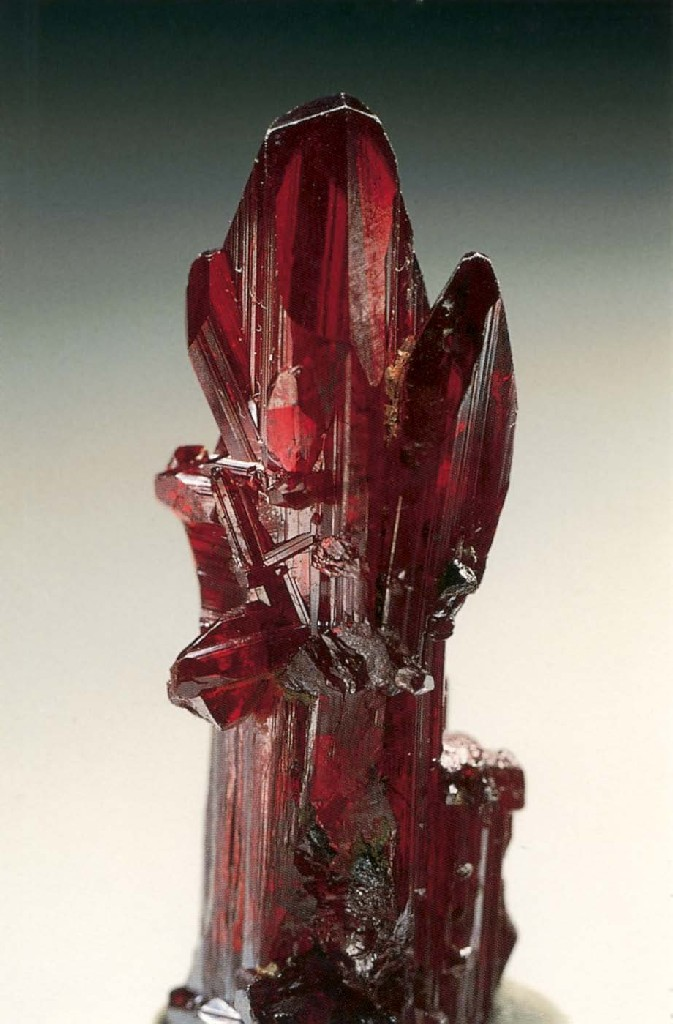